# Dauphiné

Blazonul Provinciei Franceze Dauphiné

Dauphiné, (Daufinat în occitană, Dôfenât în arpitană este o regiune franceză, provincie în perioada Vechiului Regim, ce corespunde actualmente departamentelor Isère, Drôme și Hautes-Alpes.

## Geografie
Provincia Vechiului regim era delimitată la nord de râul Rhône care o separa de regiunile Bresse și Bugey. La est se învecina cu Savoia și Piemont, la sud cu Comtat Venaissin și Provence. Limita occidentală era râul Rhône la sud de Lyon. Capitala era Grenoble, unde era situat Parlamentul Provincei.

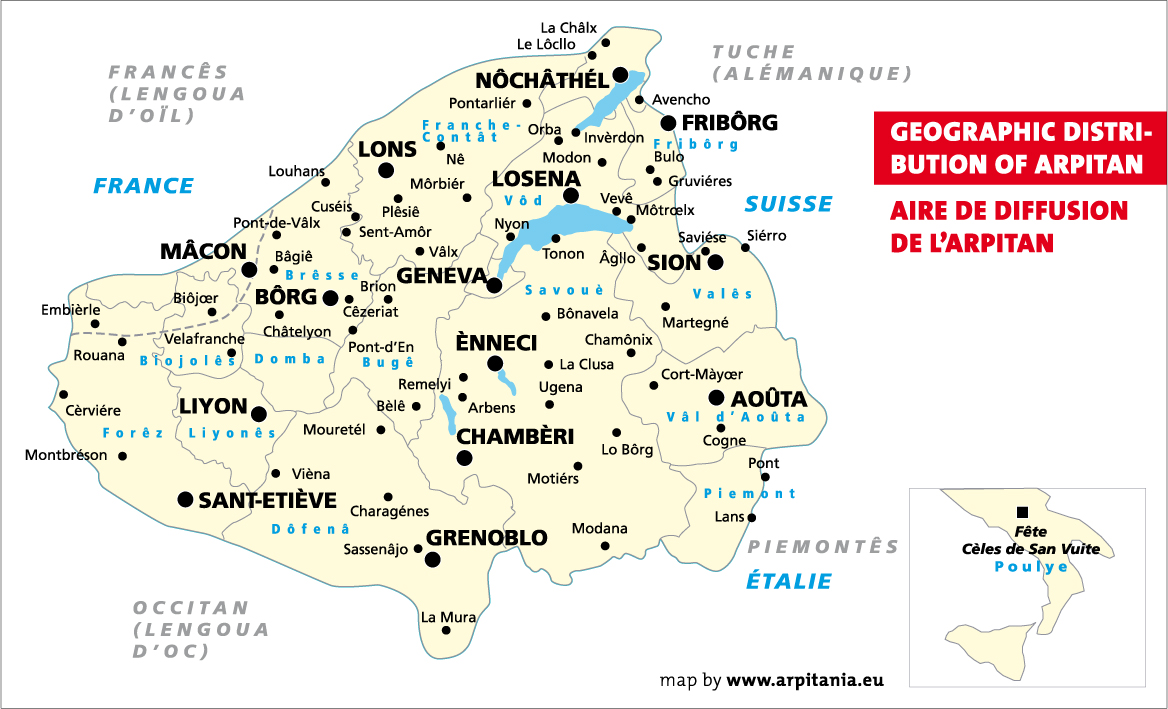
Harta Arpitaniei

Harta Occitaniei

Teritoriul era divizat în Haut Dauphiné  ce corespundea regiunii muntoase din Alpi și Bas Dauphiné sau Dauphiné du Midi  ce corespundea regiunii premontane. În Haut Dauphiné existau următoarele regiuni distincte:
- Grésivaudan,
- Royans,
- Champsaur,
- Trièves,
- Briançonnais,
- Queyras,
- Embrunais,
- Gapençais,
- Dévoluy,
- Vercors,
- Bochaine,
- Baronnies

În Bas Dauphiné existau următoarele regiuni distincte:
- Comitatul Valentinois ce conținea orașul Valence, anexat de către Carol VI în 1404,
- Comitatul Diois, în jurul orașului episcopal Die, anexat tot în 1404,
- Comitatul Albon divizat din teritoriul Viennois din jurul orașului Vienne, anexat în 1450,
- Turripinois în jurul orașului La Tour-du-Pin.
- Tricastin,
- Principatul Orange anexat în 1713.

Până în 1713 următoarele regiuni actualmente în Italia aparțineau de Dauphiné:
- valea Oulx,
- Pragela,
- Castelade de Châteaudauphin.

## Istoric

### Antichitatea și Evul Mediu
Teritoriul Dauphiné a fost ocupat în Antichitate de triburile galilor Allobroges, Ségovellaunes, Voconces și Tricastins.
La destrămarea Imperiului Carolingian teritoriul revine efemerei Francii de Mijloc apoi a regatelor de Provence și apoi Burgundiei. În urma destrămării acestuia, teritoriul este incorporat în Sfântul Imperiu Roman iar puterea teritorială revine diverșilor seniori feudali din regiune. Originile Comitatului Dauphiné sunt în domeniile contelui Guiges I care acumulează o serie de teritorii dintre Rhône și Alpi la începutul secolului XI. Familia acestuia era destul de înstărită, unchiul său fiind episcop de Grenoble. Nepotul acestuia, Guigues al III-lea, beneficiează de împărțirea Comitatului Viennois, în 1129, și ia titlul de „Conte de Albon”. Cealaltă jumătate a comitatului Viennois revine Comitatului Savoia.
Guigues al V-lea este primul conte care se numește „dauphin du Viennois”  după blazonul familiei care înfățișa un delfin. Comitatul este cunoscut din ce în ce mai des ca „Dauphiné”, făcând astfel referire la titul contelui. Împăratul Frederic Barbarossa îi recunoaște posesiile teritoriale în 1155 în schimbul acceptării suveranității Imperiului. Fiica lui Guiges al V-lea, și unica moștenitoare, se mărită cu Hugo al III-lea Duce de Burgundia în 1183, marcând astfel începutul apropierii comitatului de Regatul Franței. În 1282 la moartea lui Ioan I, tronul îi revine sorei acestuia și soțului ei, Baronul de La Tour-du-Pin, Humbert I. Nepotul său, Guigues al VIII-lea este cunoscut ca un bun luptător, participând la numerase conflicte, fie contra vecinului Savoiard fie alături de Regele Franței. Este căsătorit cu fiica lui Filip al V-lea, Isabela, dar în 1333 moare în timpul unei bătălii, fără moștenitori.
Fratele său, Humbert al II-lea nu are aceeași ardoare războinică ca și fratele său, fiind mult mai atras de viața fastuoasă de curte. După moartea fiului său unic André, pierde speranța de mai avea moștenitori și caută o modalitate de a lăsa teritoriul moștenire. Dornic să plece în cruciadă, în 1349 vinde comitatul regelui franței Filip al VI-lea. Contractul este negociat abil de notarul său, Amblard de Beaumont, iar regatul se angajează să ofere titlul de „Dauphin” doar moștenitorului tronului Franței. Împreună cu titlul de Dauphin, sunt transmise coroanei franceze și titlurile de prinț de Briançonnais, duce de Champsaur, marchiz de Cézanne, conte de Vienne, de Albon, de Grésivaudan, de Embrun și de Gapençais, baron  palatin de La Tour, de Valbonne, de Montauban și de Mévouillon. Primul Dauphin este Carol a V-lea între 1349 și 1364, dar doar Ludovic al XI-lea a rezidat în provincie pentru a o guverna, fiind Dauphin între 1423 și 1461.

### Epoca modernă

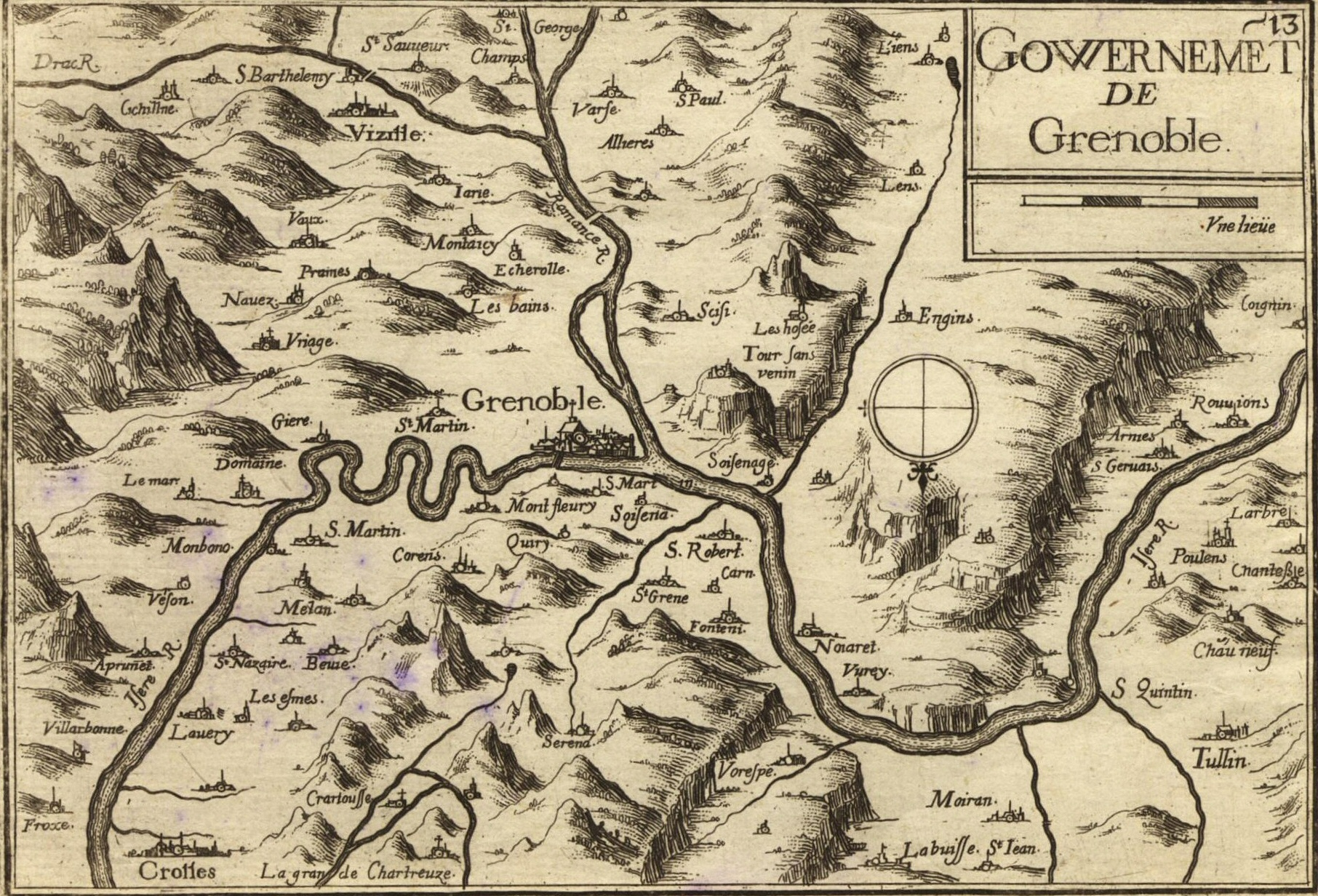
Grenoble și Dauphiné spre 1638

Achiziția teritoriului Dauphiné de către coroana franceă a fost un pas important ce ușura accesul în Italia unde pretențiile coroanei franceze erau din ce în ce mai mari.
În timpul Războaielor Religiilor teritoriul devine un bastion al protestanților. În 1562, ducele de Savoia, Emmanuel-Philibert a trimis o armată contra protestanților dar a fost învins în asediul orașului Vienne. În 1572, la ajungerea veștii despre Noaptea Sfântului Bartolomeu, în provincie au avut loc o serie de noi masacre, trimisul regelui în provincie, Gordes fiind nevoit să protejeze protestanții.
Secolul XVIII a fost o perioadă de prosperitate și de creștere economică pentru regiune iar burghezia, care a beneficiat cel mai mult de această dezvoltare, se află în fruntea unei mișcări contestatare a Vechiului Regim. Provincia a fost prima regiune care a cerut convocarea Stărilor Generale, încă din 21 august 1787. Deputații Antoine Barnave și Jean-Joseph Mounier au fost personaje importante în perioada Revoluției. În urma acesteia, în 1790 orânduirea feudală este abolită, și odată cu acestea diversele privilegii ale regiunii. Teritoriul său este reorganizat, formându-se 3 departamente: Isère, Hautes-Alpes și Drôme.